# Saint-Germain-des-Bois (Nièvre)
Saint-Germain-des-Bois é uma comuna francesa na região administrativa de Borgonha-Franco-Condado, no departamento Nièvre. Estende-se por uma área de 11,89 km². Em 2010 a comuna tinha 126 habitantes (densidade: 10,6 hab./km²).